# Metro w Sztokholmie
Metro w Sztokholmie (szw. Stockholms tunnelbana) – system metra, zarówno podziemnego, jak i naziemnego, zlokalizowany w Sztokholmie. Metro zostało założone 1 października 1950 roku i jest jedynym systemem komunikacji podziemnej w Szwecji.
Metro liczy 100 stacji, z czego 53 znajduje się na powierzchni ziemi, a 47 to stacje podziemne. Stacje podziemne dzielą się na 2 rodzaje: stacje skalne (wyryte w skale) i stacje betonowe. System składa się z 3 głównych linii oznaczonych różnymi kolorami oraz 7 faktycznych tras, wyróżniających się numerami i stacjami końcowymi. Trasy o numerach 17, 18 i 19 (należące do zielonej linii), 13 i 14 (czerwona linia) oraz 10 i 11 (niebieska linia) prowadzą przez centrum Sztokholmu. Wszystkie linie krzyżują się na stacji T-Centralen. Ponadto, istnieje możliwość przesiadki między zieloną i niebieską linią na stacji Fridhemsplan oraz między zieloną i czerwoną na stacjach Slussen oraz Gamla Stan. Metro w Sztokholmie jeździ w ruchu lewostronnym (podobnie jak koleje w Szwecji).

## Linie
- Tunnelbana 1, zielona linia ma 49 stacji, z czego 9 to stacje betonowe, 3 skalne i 37 powierzchniowych. Ma 41 256 metrów długości.
  - T17 Åkeshov-Skarpnäck
  - T18 Alvik-Farsta Strand
  - T19 Hässelby strand-Hagsätra
- Tunnelbana 2, czerwona linia ma 36 stacji, z czego 4 to stacje betonowe, 16 skalnych a 15 to stacje powierzchniowe. Ma 41 238 metrów długości (jest o 18 metrów krótsza od Tunnelbana 1).
  - T13 Ropsten-Norsborg
  - T14 Mörby Centrum-Fruängen
- Tunnelbana 3, niebieska linia ma 20 stacji, z czego 19 to stacje skalne, a 1 to stacja powierzchniowa. Ma 25 516 metrów długości.
  - T10 Hjulsta-Kungsträdgården
  - T11 Akalla-Kungsträdgården

## Historia
Decyzję o budowie metra podjęto w 1941 r. W następnych latach, a w niektórych przypadkach wcześniej, niektóre trasy były budowane w standardzie zbliżonym do metra, ale były obsługiwane tramwajami. Należą do nich Kristineberg – Islandstorget, Slussen – Blåsut (w tym najstarszy tunel Slussen – Skanstull z 1933 r.) oraz Telefonplan – Hägerstensåsen. Pierwszy odcinek metra został otwarty 1 października 1950 r. łącząc stacje Slussen i Hökarängen, po konwersji z tramwaju na metro. W 1951 r. otwarto drugą linię ze Slussen do Stureby (która do tej pory była również obsługiwana tramwajami). W 1952 r. otwarto oddzielny odcinek z Hötorget na zachodnie przedmieścia. W 1957 r. obie części zostały połączone za pośrednictwem odcinka biegnącego przez stacje T-centralen oraz Gamla Stan, tworząc zieloną linię. W latach 1950–1960 była ona sukcesywnie przedłużana.
Czerwona linia została otwarta w 1964 roku na odcinku od T-Centralen do Fruängen i Örnsberg przez Liljeholmen. Była stopniowo wydłużana aż do 1978 roku, kiedy dotarła do Mörby centrum za pomocą mostu nad cieśniną morską Stocksundet. Trzecia i ostatnia linia, niebieska, została otwarta w 1975 r. Obie trasy biegną na północny zachód od centrum miasta. Ponieważ wymagania konstrukcyjne z biegiem lat stały się bardziej rygorystyczne, nowsze segmenty mają więcej tuneli niż starsze, a niebieska jest prawie całkowicie położona pod ziemią. Najnowszy odcinek w całej sieci, do stacji Skarpnäck, został otwarty w 1994 roku.

## Galeria

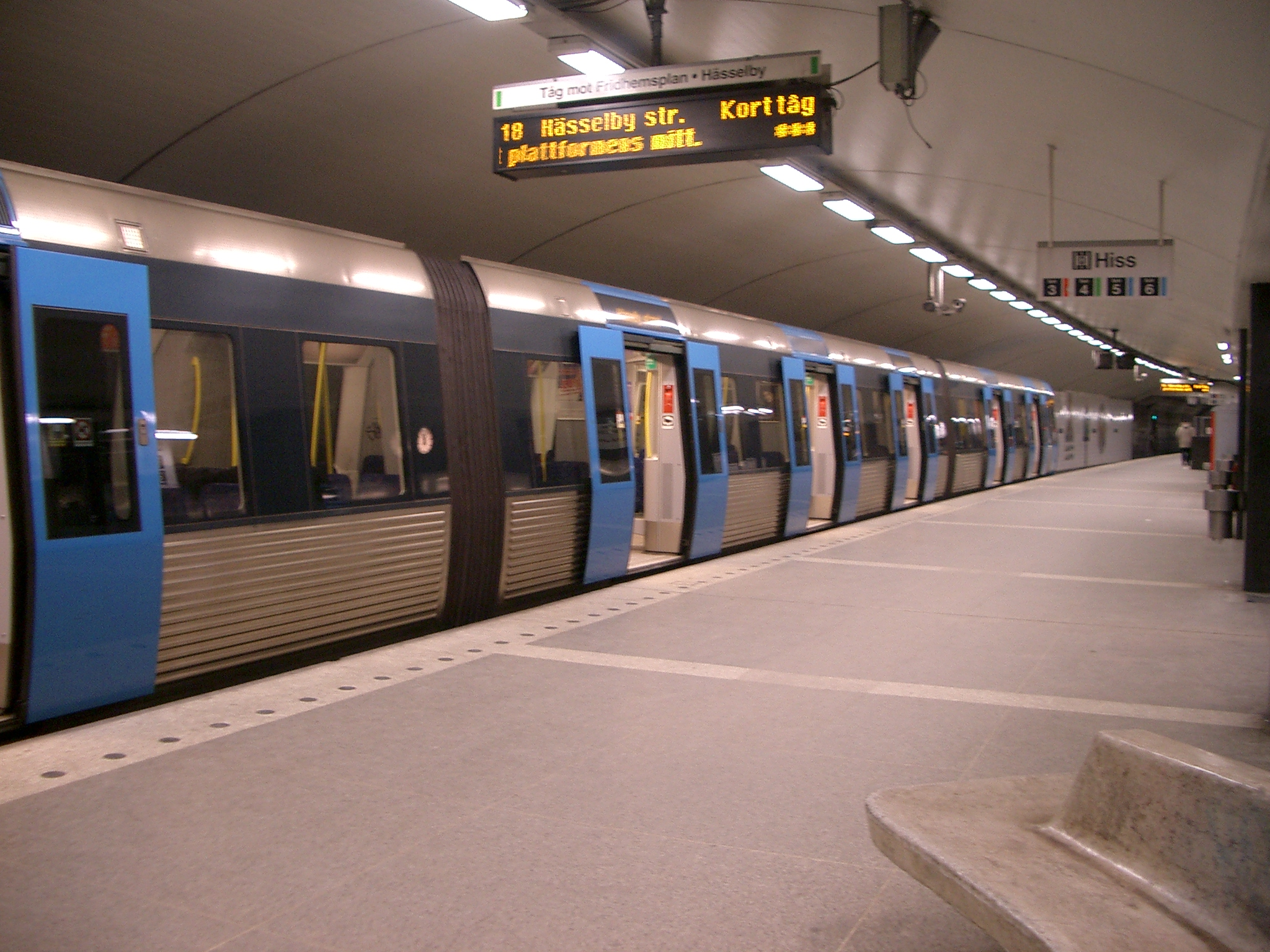
Zielona linia w stronę Hässelby Strand Stacja:T-Centralen
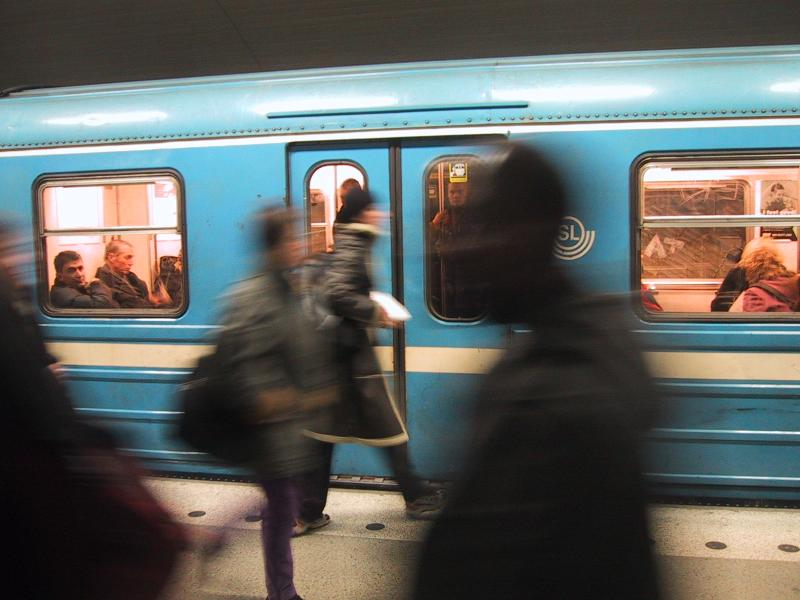
Wagon typu C6
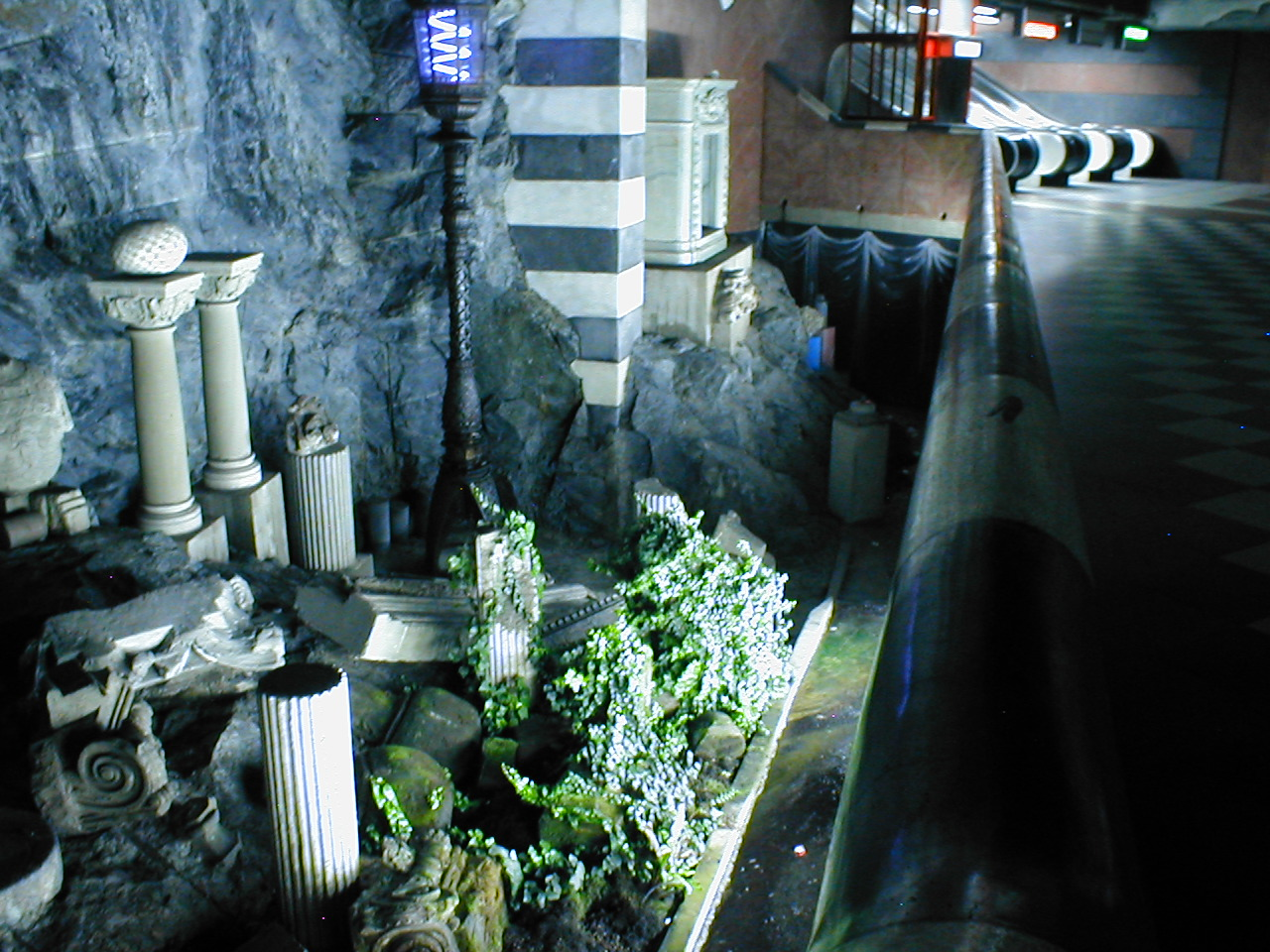
Stacja Kungsträdgården na niebieskiej linii
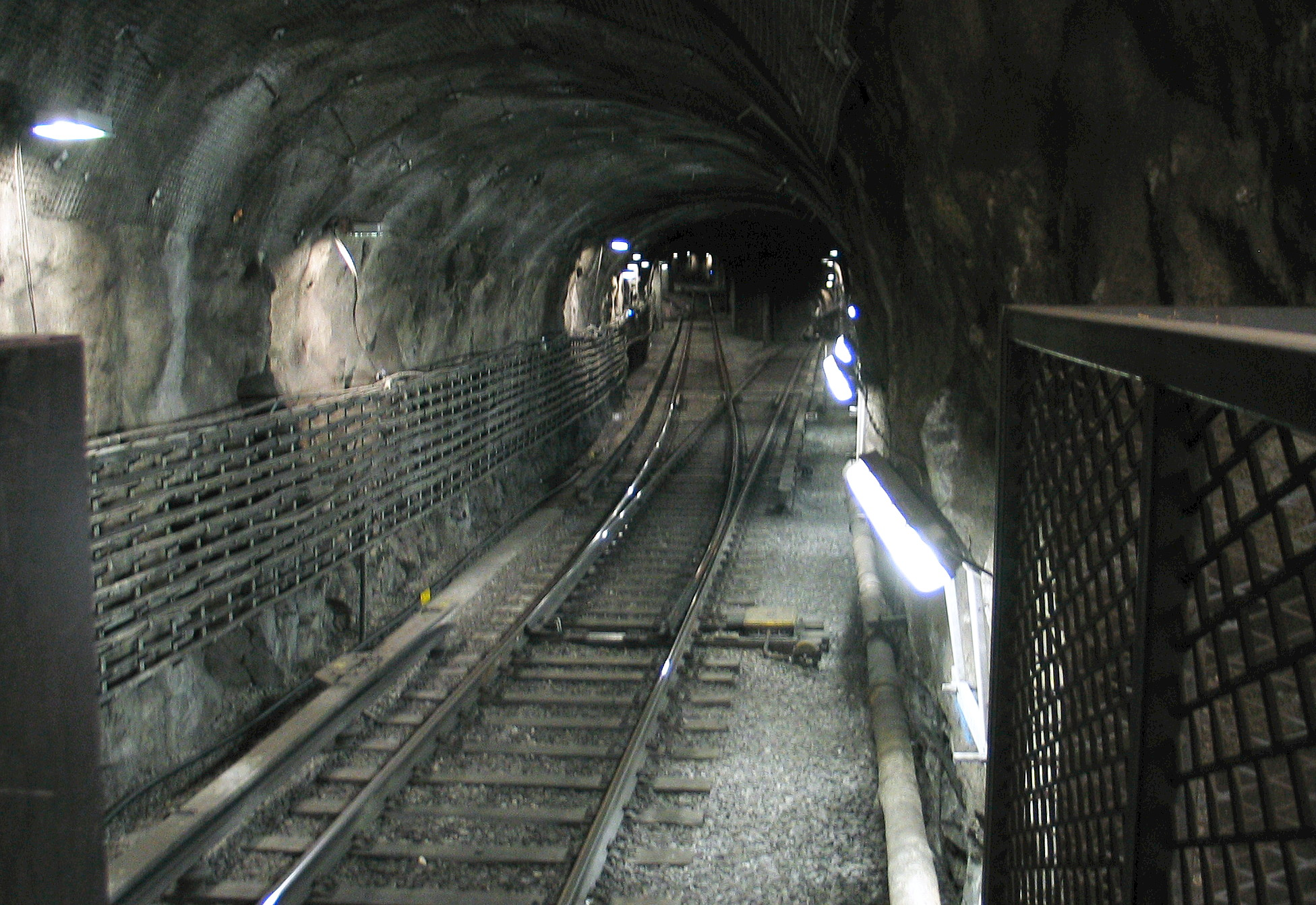
Tunel
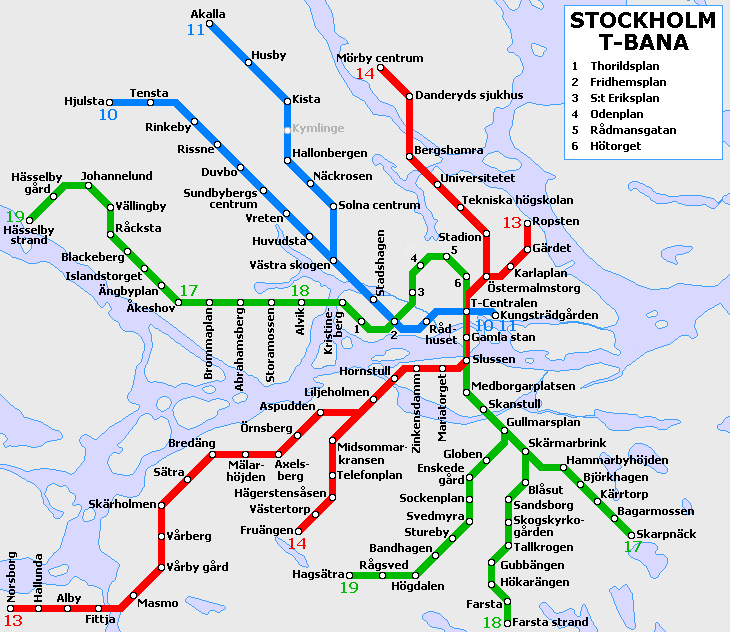
Mapa